# Bebearia micans
Bebearia micans är en fjärilsart som beskrevs av Aurivillius. Bebearia micans ingår i släktet Bebearia och familjen praktfjärilar. Inga underarter finns listade i Catalogue of Life.